# Ты, что в Острой светишь Браме...
«Ты, что в Острой светишь Браме…» (пол. Ty, co w Ostrej świecisz Bramie) — польский чёрно-белый художественный фильм 1937 года, снятый режиссёром Яном Новина-Пшибыльским на студии «Falanga».

## Сюжет
Молодой изобретатель Рышард Малевич остался безработным. Месяцами он ждёт ответ от министерства, которому отправил материалы своего изобретения - взрывчатого вещества необычайной силы. Отчаявшегося Рышарда поддерживают лишь его мать и  невеста Мария. Наконец приходит долгожданный ответ из министерства, которое приглашает Рышарда в Варшаву на собеседование. По дороге в столицу поезд Рышарда терпит крушение, и его похищает таинственныая группа лиц, которым он ранее отказывался продавать своё изобретение. Рышард считается мертвым и пропавшим без вести, похитители пытаются заставить Рышарда выдать секрет изобретения . Однако ни угрозы, ни обаяние красавицы Ирмы не могут его сломать. Тем временем мать и Мария, которая верит, что Рышард жив, молятся за него Пресвятой Богородице Остробрамской.
В фильме использованы элементы вильнюсского городского фольклора. Фильм пропагандирует патриотические настроения.

## В ролях
- Мечислав Цибульский — Рышард Малевич, изобретатель
- Мария Богда — Мария, невеста Рышарда
- Феликс Щепаньский — Стефан, друг Рышарда
- Лена Желиховская — Ирма
- Текла Трапшо — мать Рышарда
- Казимеж Юноша-Стемповский — барон, предводитель шайки
- Артур Соха  — «Инженер», член шайки
- Станислав Селяньский — Квятек, слуга барона, член шайки
- Нина Сверчевская — Юлися
- Ян Курнакович  — Юзик
- Хелена Бучиньская — Петронеля
- Ванда Яршевская — пассажирка поезда
- Альдона Ясиньская — перекупщица
- Ванда Бартувна — эпизод (нет в титрах)
- Ядвига Букоемская — эпизод (нет в титрах)
- Станислав Гролицкий — эпизод (нет в титрах)
- Юзеф Малишевский — ксёндз (нет в титрах)
- Ирена Скверчиньская — эпизод (нет в титрах)
- Хелена Зарембина —  поющая женщина